# ماساهیسا سونوهارا
ماساهیسا سونوهارا (انگلیسی: Masahisa Sunohara; ۱ ژانویهٔ ۱۹۰۶ – ۳۱ مهٔ ۱۹۹۷) کارگردان فیلم اهل ژاپن بود.